# Bromus pacificus
Bromus pacificus là một loài thực vật có hoa trong họ Hòa thảo. Loài này được Shear mô tả khoa học đầu tiên năm 1900.